# Ey Becque
L'Ey Becque (néerlandais : Heidebeek ou ruisseau de la bruyère) est un ruisseau de France et de Belgique et un affluent droit de l'Yser.

## Géographie
La longueur de son cours d'eau est de 19,5 km (en France).
Elle prend sa source à Saint-Sylvestre-Cappel, à 33 m d'altitude,  passe à Terdeghem et Steenvoorde, pendant six kilomètres elle forme la frontière entre les communes françaises de Winnezeele et Houtkerque et le village belge de Watou, avant de se jeter dans l'Yser, en rive droite, à 4 m d'altitude.
L'Ey Becque représente à elle seule un tiers des apports totaux du bassin français de l'Yser.

### Communes et cantons traversés
Dans le seul département du Nord, l'Ey Becque traverse les six communes suivantes, de l'amont vers l'aval, de Saint-Sylvestre-Cappel (source), Terdeghem, Steenvoorde, Winnezeele, Houtkerque, Bambecque (confluence).
Soit en termes de cantons, l'Ey Becque prend sa source dans le canton de Bailleul, traverse et conflue dans le canton de Wormhout, le tout dans l'arrondissement de Dunkerque.

### Bassin versant
L'Ey Becque traverse une seule zone hydrographie 'Yser' (E490) d'une superficie totale de 382 km2. Ce bassin versant est constitué à 96.77 % de « territoires agricoles », à 2,84 % de « territoires artificialisés », à 0,54 % de « forêts et milieux semi-naturels ». 

## Affluents
L'Ey Becque a neuf tronçons affluents référencés :
- l'ey Becque,
- le Wagen Brugge,
- Steenmeulen,
- Moè Becque, avec un affluent :
  - le Terdeghem avec un affluent :
    - le Coucou,
- rommel Becque, avec deux affluents :
  - la commanderie,
  - la Queue de Vache,
- Watou France,
- Hazewinde Becque
- Lotissement du Manoir,
- la Becque de Watou,

Donc son rang de Strahler est de quatre.

## Hydrologie
Son régime hydrologique est dit pluvial océanique.

### l'Ey Becque à Steenvoorde
À la station E4909405 l'Ey Becque à Steenvoorde, installée depuis le 27 septembre 1999, et jusqu'à aujourd'hui, pour un bassin versant de 23,8 km2  et à 17 m d'altitude, le module n'a pas pu être calculé. Par contre le QMXA est de 0,43 m3/s.

### L'Ey Becque à Houtkerque
À la station E4909410 l'Ey Becque à Houtkerque, installée depuis le 1er décembre 1971 et jusqu'en 1973, pour un bassin versant de 78,8 km2 et à 6 m d'altitude, le module n'a pas pu être calculé vu la faible période d'observation.

## Aménagements et écologie
L'Yser a fait l'objet en mai 2012 d'un plan de gestion écologique du bassin versant.